# ثلاثي الكربون
ثلاثي الكربون (بالإنجليزية: Tricarbon)‏ أو سيكلو بروب-تراي-ين هو أحد ترايمرات الكربون وله الصيغة الجزيئية C3. ويتكون من 3 ذرات كربون في شكل حلقي متعادل كهربيا، وكل ذرات الكربون مرتبطة بروابط ثنائية مع الأخرى.
ثلاثي الكربون هو أصغر جزيئات ترايين ولكنه غير مستقر نظرا لوجود إعاقة فراغية كبيرة. ثلاثي الكربون تم اكتشافه بمعرفة (إميريتوس فيليب إس.)، في فترة الستينيات من القرن العشرين. وتم اكتشافه في الفراغ بين النجوم.